# 売買村
売買村（うりかりむら）は、かつて北海道河西郡に存在した村である。

## 沿革
- 1902年（明治35年）4月1日 - 北海道二級町村制施行により河西郡売買村、迫別村、戸蔦村、鵺抜村が合併し、売買村が発足。
- 1915年（大正4年）4月1日 - 河西郡上帯広村、幸震村と合併し大正村を新設して消滅。
- 1947年（昭和22年）9月1日 - 旧村域である大正村大字売買村の一部が分割され、新設の中札内村の一部となる。